# Разложение Шура
Разложение Шура — разложение матрицы на унитарную, верхнюю треугольную и обратную унитарную матрицы, названное именем Исая Шура.

## Утверждение
Если {\displaystyle A} является квадратной матрицей порядка {\displaystyle n} с комплексными элементами, то её можно представить в виде:
{\displaystyle A=QUQ^{-1}}
где {\displaystyle Q} — унитарная матрица (так что её обратная {\displaystyle Q^{-1}} является эрмитово-сопряжённой {\displaystyle Q^{*}} матрицы {\displaystyle Q}), а {\displaystyle U} — верхняя треугольная матрица, которая называется формой Шура матрицы {\displaystyle A}. Поскольку {\displaystyle U} подобна матрице {\displaystyle A}, она имеет то же мультимножество собственных значений, а поскольку она треугольна, эти собственные значения совпадают с диагональными элементами матрицы {\displaystyle U}.
Из разложения Шура следует, что существует вложенная последовательность {\displaystyle A}-инвариантных подпространств {\displaystyle \{0\}=V_{0}\subset V_{1}\subset \dots \subset V_{n}=\mathbb {C} ^{n}} и упорядоченный ортогональный базис, такие что линейная комбинация первых {\displaystyle i} базисных векторов даёт {\displaystyle V_{i}} для всех {\displaystyle i} в последовательности. Иными словами, первая часть говорит, что линейное отображение {\displaystyle J} на комплексном конечномерном векторном пространстве стабилизирует весь флаг {\displaystyle V_{1},\dots V_{n}}.

## Доказательство
Конструктивное доказательство разложения Шура следующее: любой оператор {\displaystyle A} в комплексном конечномерном векторном пространстве имеет собственное значение {\displaystyle \lambda }, соответствующее собственному пространству {\displaystyle V_{\lambda }}. Пусть {\displaystyle V_{\lambda }^{\perp }} — ортонормальное дополнение. При таком ортогональном разложении {\displaystyle A} имеет матричное представление (можно выбрать любые ортонормальные базисы {\displaystyle \mathbb {Z} _{1}} и {\displaystyle \mathbb {Z} _{2}} для натянутых на них пространств {\displaystyle V_{\lambda }} и {\displaystyle V_{\lambda }^{\perp }} соответственно):
{\displaystyle {\begin{bmatrix}Z_{1}&Z_{2}\end{bmatrix}}^{*}A{\begin{bmatrix}Z_{1}&Z_{2}\end{bmatrix}}={\begin{bmatrix}\lambda \,I_{\lambda }&A_{12}\\0&A_{22}\end{bmatrix}}:{\begin{matrix}V_{\lambda }\\\oplus \\V_{\lambda }^{\perp }\end{matrix}}\rightarrow {\begin{matrix}V_{\lambda }\\\oplus \\V_{\lambda }^{\perp }\end{matrix}}},
где {\displaystyle I_{\lambda }} — тождественный оператор на {\displaystyle V_{\lambda }}. Полученная матрица треугольна за исключением блока {\displaystyle A_{2\,2}}. Но точно ту же процедуру можно совершить для подматрицы {\displaystyle A_{2\,2}}, которая рассматривается как оператор на {\displaystyle V_{\lambda }^{\perp }} и её подматрицы. Продолжив процедуру {\displaystyle n} раз, пространство {\displaystyle \mathbb {C} ^{n}} будет исчерпано и построение даст желаемый результат.

## Особенности
Хотя любая квадратная матрица имеет разложение Шура, в общем случае такое разложение не единственно. Например, собственное пространство {\displaystyle V_{\lambda }} может иметь размерность более 1, и в этом случае любой ортонормальный базис для {\displaystyle V_{\lambda }} даст желаемый результат.
Треугольная матрица {\displaystyle U} может быть представлена в виде суммы диагональной {\displaystyle D} и строго верхней треугольной {\displaystyle N}: {\displaystyle U=D+N}. Строго верхняя треугольная матрица нильпотентна. Диагональная матрица {\displaystyle D} содержит собственные значения матрицы {\displaystyle A} в случайном порядке. Нильпотентная часть {\displaystyle N} в общем случае также не уникальна, но её норма Фробениуса единственным образом определяется матрицей {\displaystyle A}, так как норма Фробениуса матрицы {\displaystyle A} равна норме Фробениуса матрицы {\displaystyle U=D+N}.
Если {\displaystyle A} является нормальной, то её форма Шура {\displaystyle U} диагональна, а столбцы матрицы {\displaystyle Q} разложения {\displaystyle QUQ^{-1}} будут собственными векторами матрицы {\displaystyle A}. Таким образом, разложение Шура обобщает спектральное разложение. В частности, если {\displaystyle A} является положительно определённой, её разложение Шура, её спектральное разложение и её сингулярное разложение совпадают.
Коммутативное семейство матриц {\displaystyle \{A_{i}\}} может быть приведено к треугольному виду одновременно, то есть существует унитарная матрица {\displaystyle Q}, такая что для любой {\displaystyle A_{i}} из данного семейства выполнено {\displaystyle QA_{i}Q^{*}} является верхней треугольной. Конечное утверждение доказывается индукцией. Как следствие, любое коммутативное семейство нормальных матриц может быть приведено к диагональному виду.
В бесконечномерном случае не всякий ограниченный оператор в банаховом пространстве имеет инвариантное подпространство. Однако приведение к треугольному виду произвольной квадратной матрицы обобщается для компактных операторов. Любой компактный оператор в банаховом пространстве имеет гнездо замкнутых инвариантных подпространств.

## Вычисление
Декомпозиция Шура заданной матрицы выполняется QR-алгоритмом или его вариантами. С использованием таких алгоритмов для разложения Шура нет необходимости заранее вычислять корни характеристического многочлена, соответствующего матрице. И наоборот, QR-алгоритм можно использовать для вычисления корней любого заданного характеристического многочлена путём нахождения разложения Шура его сопровождающей матрицы. Таким же образом QR-алгоритм используется для вычисления собственных значений любой заданной матрицы, которые являются диагональными элементами верхней треугольной матрицы разложения Шура. Все необходимые алгоритмы реализованы, в частности, в библиотеке Lapack.

## Приложения
Из разложения Шура следуют некоторые важные результаты теории Ли, в частности:
- любой обратимый оператор содержится в подгруппе Бореля,
- любой оператор фиксирует точку в многообразии флагов[англ.].

## Обобщённое разложение Шура
Обобщённое разложение Шура двух квадратных матриц {\displaystyle A} и {\displaystyle B} — согласованная пара разложений обеих матриц {\displaystyle A=QSZ^{*}} и {\displaystyle B=QTZ^{*}}, где {\displaystyle Q} и {\displaystyle Z} — унитарны, а {\displaystyle S} и {\displaystyle T} — треугольные. Обобщённое разложение Шура иногда называется также QZ-разложением.
Обобщённые собственные значения {\displaystyle \lambda }, решающие задачу обобщённых значений {\displaystyle Ax=\lambda Bx} (где {\displaystyle x} — неизвестный ненулевой вектор), могут быть вычислены как отношение диагональных элементов {\displaystyle S} к соответствующит элементам {\displaystyle T}. То есть, {\displaystyle i}-е обобщённое собственное значение {\displaystyle \lambda _{i}} удовлетворяет равенству {\displaystyle \lambda _{i}=S_{ii}/T_{ii}}.